# Osmanski pohod na Perast 1624.
Osmanski pohod na Perast 1624. bio je najteži poraz koji je doživio grad Perast u ratovima s Turcima.
Tijekom 17. st. Peraštani su zaokupljeni borbama protiv Turaka i gusara (ulcinjskih i berberskih, tj. sjevernoafričkih).
1624. godine Osmanlije su poduzele pohod na Perast. Turska je flota opljačkala grad i odvela u roblje više od 400 Peraštana, što je onda bilo više od četvrtine stanovništva grada.
Antun Milošević je pisao i o ulozi sjevernoafričkih gusara u napadu na Perast 1624. godine., kao i Miloš Milošević koji se bavio i mletačkim pisanjima o ovoj pohari, a Cvito Fisković o borbama Peraštana s gusarima u 17. i 18. stoljeću.